# Alfie (film fra 2004)
Alfie er en britisk-amerikansk film fra 2004 instrueret, produceret og skrevet af Charles Shyer. Filmen har Jude Law i titelrollen som Alfie. Desuden medvirker bl.a. Susan Sarandon og Marisa Tomei. Filmen er en genindspilning af filmen Alfie fra 1966, instrueret af Lewis Gilbert med Michael Caine i hovedrollen.

## Medvirkende
- Jude Law – Alfie
- Renée Taylor – Lu Schnitman
- Jane Krakowski – Dorie
- Jeff Harding – Phil
- Marisa Tomei – Julie
- Kevin Rahm – Terry
- Omar Epps – Marlon
- Nia Long – Lonette
- Max Morris – Max
- Gedde Watanabe – Mr. Wing
- Jo Yang – Mrs. Wing
- Tara Summers – Carol
- Sam Vincenti – Felix
- Jefferson Mays – Dr. Miranda Kulp
- Dick Latessa – Joe
- Susan Sarandon – Liz
- Sienna Miller – Nikki